# 나고야 증권거래소

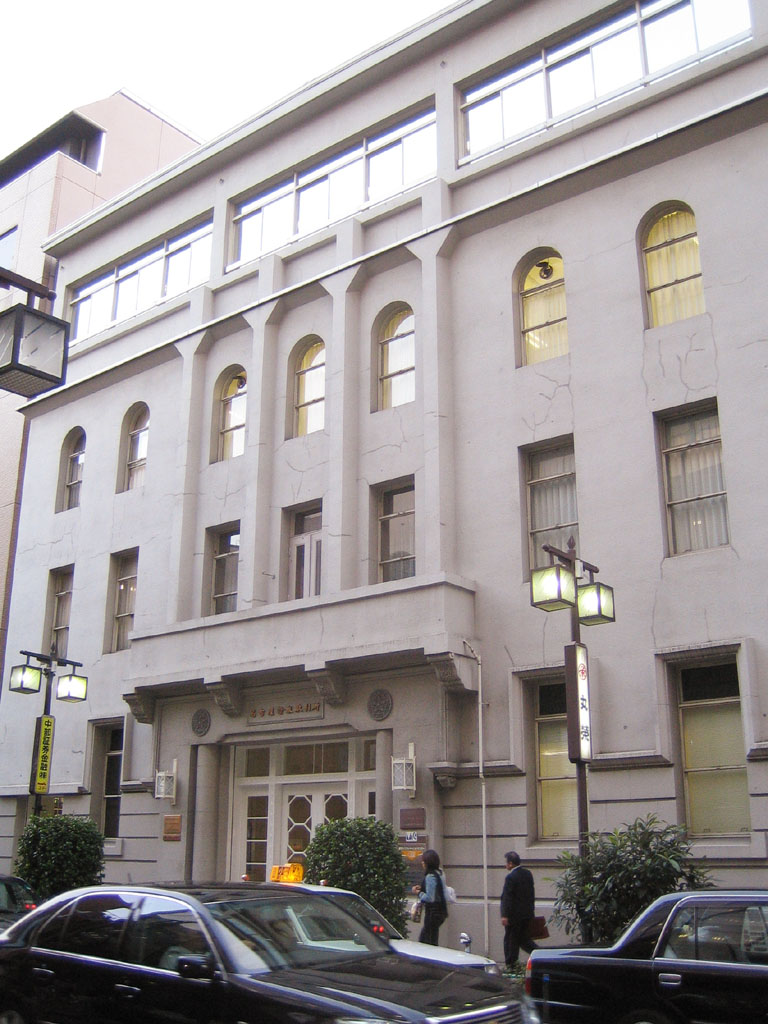

나고야 증권거래소(일본어: 名古屋証券取引所)는 일본 아이치현 나고야시 나카구에 있는 일본의 증권거래소이다. 도쿄 증권거래소, 오사카 증권거래소와 함께 일본의 3대 증권거래소의 하나이다.

## 개요
예전에는 도쿄 증권거래소, 오사카 증권거래소와 함께 일본의 3대 시장이라고했지만, 도쿄 증권거래소의 일극 집중의 영향을 받아서 실제 거래량 점유율은 0.16% (2004년도 통계)와 극소이다. 실질적으로 지방 거래소의 하나이다. 오사카 증권거래소는 2013년 7월 16일에 도쿄 증권거래소와 경영 통합에 따라 파생 상품 거래 전문하고 있다.)